# Teste nuclear norte-coreano de 2006

O teste nuclear norte-coreano de 2006 foi a detonação de um dispositivo nuclear em 9 de outubro de 2006 pela Coreia do Norte, sendo o primeiro teste nuclear da história do país. O diretor da CIA afirmou que o teste foi um "fracasso", e que os Estados Unidos não respeitam a Coréia do Norte como um "país nuclear".

Sismograma da explosão, registrado pela Agência Meteorológica do Japão

A Coreia do Norte anunciou a sua intenção de realizar um teste nuclear em 3 de outubro  (seis dias antes de quando aconteceu), e ao fazê-lo, se tornou o primeiro país a dar aviso do seu primeiro teste nuclear. Desconfia-se que havia uma força explosiva de menos de um kiloton, e alguns materiais radioativos foram detectados. Os oficiais norte-americanos, sugeriram que o dispositivo pode ter sido uma explosão nuclear que falhou. Um funcionário anônimo na embaixada norte-coreana, em Pequim, disse a um jornal sul-coreano que a explosão foi menor do que o esperado. A detonação provocou um abalo sísmico de magnitude 4,3, segundo o USGS.

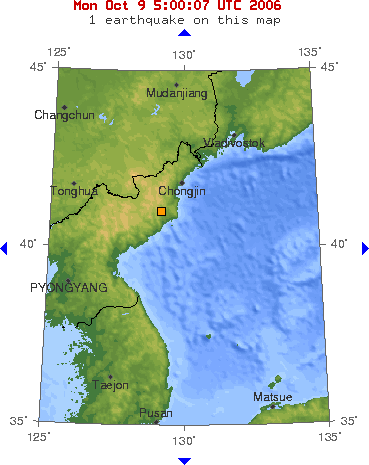
Gráfico do United States Geological Survey mostrando a atividade sísmica e o tempo que o teste ocorreu.

Devido à natureza secreta da Coreia do Norte e o pequeno rendimento do teste, há ainda algumas questões para saber do se trata de um pequeno teste bem sucedido, ou um fracasso parcial. Foi comunicado ao governo da República Popular da China, a 20 minutos de antecedência, que o teste estava prestes a ocorrer. A China enviou um alerta de emergência para Washington, nos Estados Unidos, através da embaixada em Pequim e o presidente George W.Bush foi informado pelo National Security Advisor Stephen Hadley às 22 horas, depois, que o teste foi iminente. O local do teste ocorreu próximo a Kilchu (41° 17′ 39″ N, 129° 08′ 03″ L).